# 王德峰
王德峰（1956年10月—），男，籍貫江蘇泰縣，中國哲學家，擁有哲學碩士及博士學位。曾任复旦学院副院長、复旦大学哲学学院教授，外界稱其為“復旦哲學王子”。王德峰在上課時會當著學生的面抽煙。

## 生平
1975年至1978年擔任上海東風合金厰工人，1978年恢復高考後考入复旦大学哲学系哲學專業，1982年畢業后擔任上海譯文出版社哲學譯著編輯，曾參與翻譯卡尔·雅斯贝尔斯、亞倫·雷德利、彼得-安德烈·阿爾特等人的著作。1987年再次考入復旦大學哲學系馬克思主義哲學專業攻讀哲學硕士学位，1990年畢業後留校擔任復旦大學哲學系馬克思主義哲學教研室教師兼美學教研室教師。1994年至1998年7月繼續于復旦大學哲學系攻讀哲學博士学位，2005年晉升哲學教授。2006年擔任復旦學院副院長。
2010年，王德峰就朱学勤事件發表評論，認爲知識分子應當立足于學術良知，要“安貧樂道，良知不改”。不應當遺忘自身對整個社會的責任，並謀求在政治體制上的利益。
2014年，王德峰在復旦大學公開課《中西文化差異的淵源》中認爲，工業化的前提條件是必須引入市場原則以及資本邏輯。中國人通過改革開放30多年來盲目學習資本邏輯，以爲這樣做可以進一步讓市場經濟朝健康與完善的方向發展，并且還可以帶來中國社會的進步。今天的中國社會各個階層沒有一個有幸福感、安全感，精神生活普遍缺乏。個人彼此之間目前及未來仍然無法以理性作爲契約原則的基礎，很難得到相互信任。由此導致當前社會處於解體的臨界點，法治秩序紊亂，形形色色的醜惡現象、利己主義者層出不窮，這種現象在中國歷史上幾乎前所未有。中國人學習不了西方人的本源是在漢語（即母語），語言是人類存在的世界，人類對於整個世界的基本經驗、理解、情感、人生態度無一不是在語言中形成，一種語言的滅絕等同於一種對於整個世界的理解架構的滅絕，所以試圖利用諸如基督教等宗教把中國變成一個宗教国家是行不通的。同年10月16日，王德峰擔任復旦大學任重書院院長。在新生大會上，王德峰提出大學應當引領社會而非適應社會，並呼籲學生要做民族之脊梁，而不應當以追求社會上的功名利祿爲目標。
2021年10月，王德峰正式退休，不再擔任復旦大學教授一職。
2023年6月9日，王德峰在深圳“华董书院经营塾”活动上开讲時边抽边讲，結果有人投訴到深圳市控烟办。执法人员於是对邀請方深圳市华董汇文化发展有限公司作出警告，责令其立即改正行为。

## 主要著作

### 譯作
- 《时代的精神状况（日语：現代の精神的状況）》，卡尔·雅斯贝尔斯原著，王德峰譯，上海譯文出版社，2003年，ISBN 978-753-273-638-6
- 《恶的美学历程：一種浪漫的解讀》，彼得-安德烈·阿爾特（德语：Peter-André Alt）原著，寧瑛、王德峰、鍾長盛等譯，中央編譯出版社，2003年，ISBN 978-751-171-883-9
- 《音樂哲學》，亞倫·雷德利原著，王德峰、夏巍、李宏昀等譯，上海人民出版社，2007年4月，ISBN 978-720-806-863-6

### 專著
- 《哲學導論》，王德峰著，上海人民出版社，2000年6月，ISBN 978-720-803-448-8
- 《马克思的哲学革命及其当代意义》，吳曉明、王德峰合著，人民出版社，2005年1月，ISBN 978-701-004-706-5
- 《藝術哲學》，王德峰著，复旦大学出版社，2005年12月，ISBN 978-730-904-655-7
- 《寻觅意义：王德峰人文讲座·随笔》，王德峰著，上海画报出版社，2007年8月，ISBN 978-780-685-818-9

## 家庭
父親卒于2006年，母親卒于2000年，並育有一子。

## 榮譽
1999年獲得由上海市教育委员会頒發的“上海市育才獎”。
2007年入選第三届上海高等學校教學名師獎名單。
2011年，其與王雷泉、葛劍雄等教授主講的《國學與人文企業家》一課程入選“2011影响中国管理实践十大培训课程”一名單。
2018年，其與吴晓明、秦绍德、蔡达峰等學者完成的《中国根、复旦魂——打造重实效的中国大学通识教育体系》一教學成果入選“2018年高等教育国家级教学成果拟授奖成果”一名單。同年獲得一等獎。

## 外部連結
- 復旦大學哲學學院個人簡介 （页面存档备份，存于）